# Веллорей-ле-Шуа
Веллоре́й-ле-Шуа́ (фр. Velloreille-lès-Choye) — коммуна во Франции, находится в регионе Франш-Конте. Департамент — Верхняя Сона. Входит в состав кантона Жи. Округ коммуны — Везуль.
Код INSEE коммуны — 70540.

## География
Коммуна расположена приблизительно в 300 км к юго-востоку от Парижа, в 28 км северо-западнее Безансона, в 45 км к юго-западу от Везуля.
Около половины территории коммуны занято лесами.

## Население
Население коммуны на 2010 год составляло 80 человек.
| 1962 | 1968 | 1975 | 1982 | 1990 | 1999 | 2010 |
| ---- | ---- | ---- | ---- | ---- | ---- | ---- |
| 61   | 64   | 51   | 55   | 45   | 51   | 80   |

## Экономика

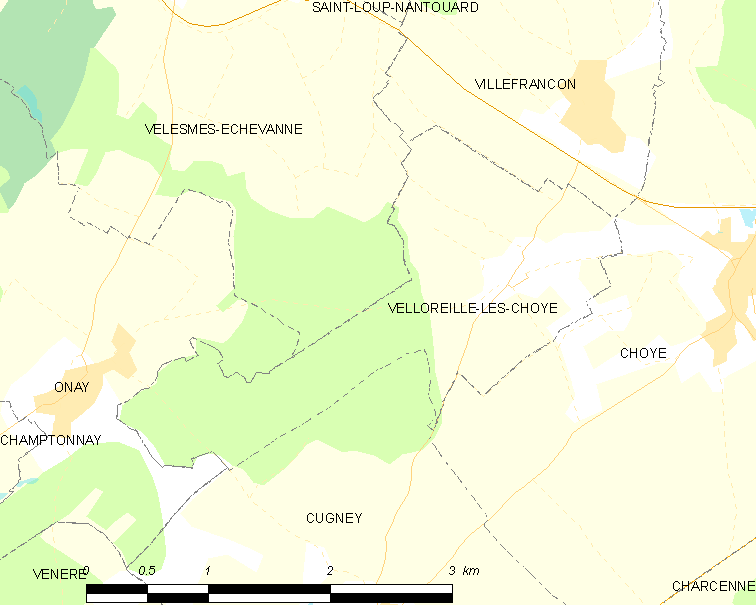
Карта коммуны

В 2010 году среди 47 человек трудоспособного возраста (15—64 лет) 40 были экономически активными, 7 — неактивными (показатель активности — 85,1 %, в 1999 году было 66,7 %). Из 40 активных жителей работали 36 человек (20 мужчин и 16 женщин), безработными было 4 (1 мужчина и 3 женщины). Среди 7 неактивных 5 человек были учениками или студентами, 1 — пенсионерами, 1 были неактивными по другим причинам.